# Ed Repka
Edward J. Repka, meglio conosciuto come Ed Repka (22 ottobre 1960), è un artista statunitense, noto per aver disegnato molte copertine di album heavy metal dagli anni ottanta a oggi.
È inoltre molto famoso per aver creato la mascotte Vic Rattlehead per la Thrash metal band Megadeth, il logo della Thrash metal band Dark Angel ed aver disegnato alcune copertine dei Death. 
Repka ha inoltre lavorato per il design del film Hellraiser. Lavora per la National Entertainment Collectibles Association come maggior pittore e mente della Art Direction.

## Lista di copertine
- 3 Inches of Blood - Advance & Vanquish
- Aggression - Moshpirit
- Abiotx - Straight to Hell
- Atheist - Piece of Time
- Austrian Death Machine - Total Brutal
- Austrian Death Machine - Double Brutal
- The Black Zombie Procession - Mess With The Best, Die Like The Rest
- Burning Nitrum - Molotov
- Circle Jerks - VI
- Deal With it - End Time Prophecies
- Death - Scream Bloody Gore
- Death - Leprosy
- Death - Spiritual Healing
- Defiance - Product of Society
- Dismantle - Satanic Force
- Dsa Commando - "Sputo"
- Eliminator - Breaking The Wheel
- Evil Survives - Judas Priest Live
- Evildead - The Underworld
- Evildead - Annihilation Of Civilization
- Faith Or Fear - Instruments Of Death
- Hexen - State Of Insurgency
- Hirax - El Rostro De La Muerte
- Hyades - And the Worst Is Yet to Come
- Hyades - The Roots of Trash
- Killjoy - Compelled by Fear
- Ludichri$t - Immaculate Deception
- MadMaze - Frames of Alienation
- Massacre - From Beyond
- Massacre - Inhuman Condition
- Megadeth - No More Mr. Nice Guy
- Megadeth - Peace Sells... But Who's Buying?
- Megadeth - Rust in Peace
- Megadeth - Holy Wars... The Punishment Due
- Megadeth - Rusted Pieces
- Megadeth - Hangar 18
- Merciless Death - Evil In The Night
- Municipal Waste - Hazardous Mutation
- Napalm - Cruel Tranquility
- Necro - The Pre-Fix for Death
- NOFX - S&M Airlines
- Nuclear Assault - Game Over
- Pitiful Reign - Visual Violence
- Possessed - Beyond the Gates
- Ravage - The End of Tomorrow
- Sanctuary - Refuge Denied
- S.O.B. - Gate Of Doom
- Solstice - Solstice
- Suicide Watch - Global Warning
- Suicidal Angels - Dead Again
- Toxic Holocaust - Hell on Earth
- Toxik - World Circus
- Toxik - Think This
- Ultra-Violence - Privilege to Overcome
- Ultra-Violence - Deflect the Flow
- Uncle Slam - Will Work For Food
- Uncle Slam - When God Dies
- Various Artists - Thrash or be Thrashed - An International Tribute to Thrash
- Venom - Here Lies
- Vio-lence - Eternal Nightmare
- Whiplash - Unborn Again
- Wrathchild America - Climbin' The Walls